# Ахондрит
Ахондрит — це кам'яний метеорит, утворений шляхом кристалізації розплавлених кам'яних мас. В ахондритах відсутні хондри. Їх мінеральний склад подібний до складу земних базальтових або плутонічних порід, і в більшій чи меншій мірі зазнав диференціації та переробки внаслідок плавлення та рекристалізації на поверхні або всередині батьківського космічного тіла. Як результат, ахондрити мають цілком відмінну текстуру та мінералогію, що є ознаками магматичних процесів.
Ахондрити становлять близько 8% від загальної кількості метеоритів, і більшість із них (близько двох третин) належать до HED-метеоритів, які походять, найімовірніше, із кори астероїда 4 Веста. Серед інших різновидів ахондритів — марсіанські, місячні, а також декілька типів, які мають певні спільні ознаки, що свідчать про спільне походження, однак їх батьківські астероїди не  ідентифіковані. Таку класифікацію за походженням було зроблено на основі, зокрема, відношення Fe/Mn, а також відношення оксигенових ізотопів 17O/18O, які вважаються характерними рисами кожного окремого батьківського тіла.

## Класифікація
При класифікації, ахондрити найчастіше поділяють на такі підгрупи:
- Примітивні ахондрити
- Диференційовані ахондрити (за походженням):
  - Астероїдні ахондрити
  - Місячні метеорити
  - Марсіанські метеорити

### Примітивні ахондрити
Примітивні ахондрити, іноді — метеорити групи PAC (англ. PAC group) називаються так, оскільки мають примітивний хімічний склад — примітивний у тому сенсі, що він такий же, як і склад хондритів, але їх текстура має ознаки плавлення та рекристалізації порід. Вважається, що примітивні ахондрити — це колишні хондрити, які втратили свою хондритну текстуру внаслідок нагрівання та часткового плавлення, але зберегли типовий для хондритів хімічний склад. До цього підрозділу належать:
- Уреїліти (за назвою метеорита Novy Urej, Росія)
- Акапулькоїти (за назвою метеорита Acapulco, Мексика)
- Лодраніти (за назвою метеорита Lodran)
- Вінонаїти (за назвою метеорита Winona)
- Бракініти (за назвою метеорита Brachina)[a 2]
- IAB
- IIICD

### Астероїдні ахондрити
Астероїдні ахондрити, іноді також «розвинуті ахондрити» (англ. evolved achondrites) — названі так, оскільки їх диференціація відбулася на астероїдному батьківському тілі. Це означає, що їх мінералогічний та хімічний склад змінювався під дією процесів плавлення та кристалізації. Їх поділяють на кілька підгруп:
- HED-метеорити (Веста). Вони, найімовірніше, походять із астероїда 4 Веста, оскільки спектр відбиття у таких метеоритів — дуже схожий.[10] Назва цього клану складається з трьох перших літер назв метеоритних груп, які входять до нього:
  - Говардити
  - Евкрити
  - Діогеніти
- Ангрити
- Обрити

### Місячні метеорити
Місячні метеорити — це метеорити, які походять із Місяця.

### Марсіанські метеорити
Марсіанські метеорити — це метеорити, що походять із Марса. Їх поділяють на три основні групи та дві міні-групи, які є винятками, оскільки не можуть бути віднесені до жодної із трьох основних (див. два останні пункти):
- Шерготити
- Накліти
- Шассіньїти
- Ортопіроксеніти (ALH 84001)
- BBR, базальтова брекчія (NWA 7034)